# Acmaeodera prorsa
Acmaeodera prorsa är en skalbaggsart som beskrevs av Henry Clinton Fall 1899. Acmaeodera prorsa ingår i släktet Acmaeodera och familjen praktbaggar. Inga underarter finns listade i Catalogue of Life.